# Historia de las universidades de investigación europeas

Logo de la Universidad de Bolonia

Las universidades de investigación europeas se remontan a la fundación de la  Universidad de Bolonia en 1088 y la de París (hacia 1160–70). En los siglos XIX y XX, las universidades europeas se concentraron en la ciencia y la investigación, cuyos principios y filosofía han dado forma a la moderna universidad de nuestros días. Las primeras universidades medievales nacieron a partir de las escuelas palatinas, monásticas y episcopales existentes desde la Alta Edad Media y que se convirtieron en “universidad” (universitas) sustituyendo a aquellas.  Sus objetivos incluían la formación de profesionales, la investigación científica y la enseñanza del pensamiento crítico con el objetivo de mejorar la sociedad. Influencias externas como el humanismo renacentista (mediados del siglo XIV), la Ilustración (siglo XVIII), la Reforma Protestante (1517), la revolución política, y el descubrimiento del Nuevo Mundo (1492) añadieron los derechos humanos y el Derecho internacional a los planes de estudios universitarios.
En el siglo XVIII las universidades empezaron a publicar revistas científicas. En el siglo XIX se establecieron los modelos universitarios alemán y francés. El modelo alemán establecido por Wilhelm von Humboldt estaba basado en las ideas liberales de Friedrich Schleiermacher sobre la importancia de la libertad de pensamiento, seminarios, y la investigación laboratorios, lo que implicaba, al igual que en el modelo francés, una estricta disciplina y el control de todos los aspectos de la universidad. En los SS. XIX y XX las universidades se centraron en la ciencia, pero no se abrieron a las clases más populares hasta después de 1914. Además, hasta finales del siglo XIX la religión ejercía una significativa y limitadora influencia en los planes de estudio académicos y en la metodología de investigación, hasta que el modelo alemán se convirtió en el estándar internacional. De igual forma, los británicos establecieron universidades por todo el mundo, haciendo así la educación superior accesible a las clases populares de muchos países.

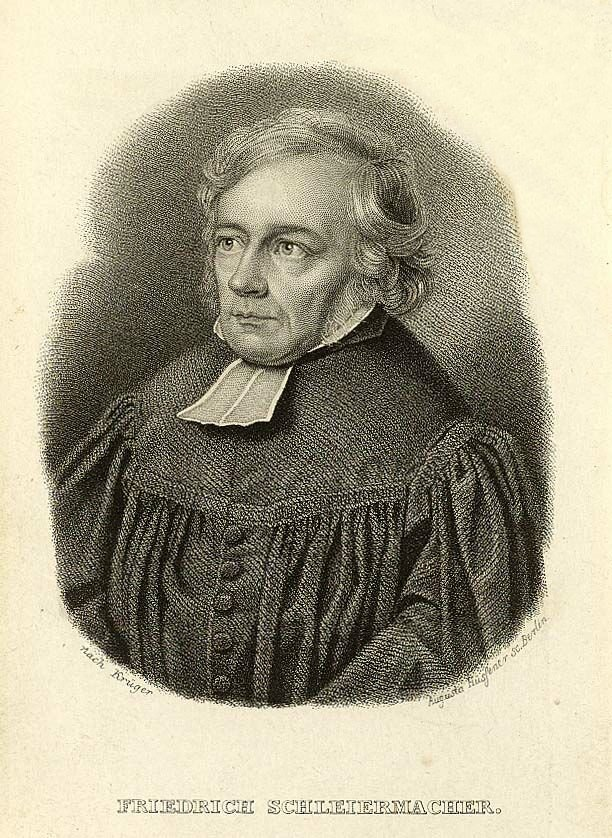
Friedrich Daniel Ernst Schleiermacher

## Las primeras universidades europeas
Históricamente, se considera a la Universidad de Bolonia, fundada en 1180, la “madre de las universidades europeas” — establecida como el símbolo de la unidad nacional italiana, lo que le resta legitimidad a su reivindicación como la primera universidad propiamente dicha. Esta controversia está puesta en entredicho por la definición de “universidad” como un único cuerpo colectivo compuesto por estudiantes y profesores de las diferentes disciplinas, en vez de como un cuerpo colectivo como el de la Universidad de París, fundada en 1208, que podría ser también considerada como la primera universidad.

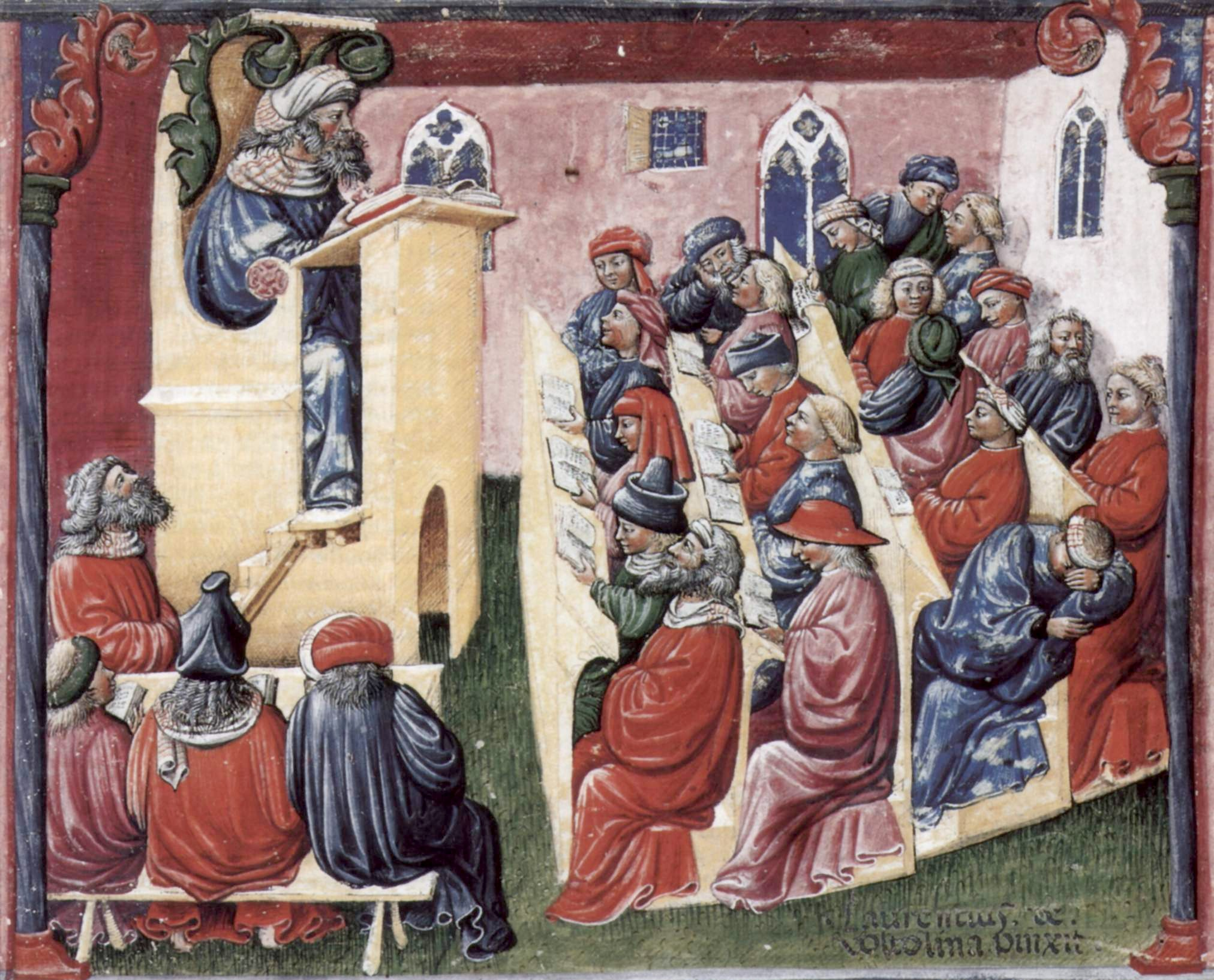
Ilustración de una clase universitaria medieval, (hacia 1350).

El redescubrimiento de la antigüedad grecolatina (las obras de Aristóteles y el Derecho Romano) condujo al desarrollo de universitates (gremios de estudiantes) y al establecimiento de la universidad en el sentido contemporáneo. Una tras otra, las antiguas universidades medievales fueron estableciendo estructuras académicas para poder educar como es debido a un mayor número de estudiantes como profesionales. El Prof. Walter Rüegg, editor de Historia de la universidad en Europa, afirma que las universidades por aquel entonces solo formaban a los estudiantes para ser clérigos, abogados, funcionarios y médicos. Sin embargo el redescubrimiento de los saberes de la Antigüedad Clásica transformó la universidad que pasó de la enseñanza de artes prácticas al desarrollo del “conocimiento por el conocimiento” lo que en el siglo XVI era considerado parte esencial de los requisitos prácticos de la comunidad civil. De ahí en adelante, la investigación académica se llevaba a cabo en apoyo de la investigación científica, al convertirse la ciencia en parte esencial de los curricula universitarios vía “apertura a lo novedoso” en la búsqueda de los medios para controlar la naturaleza para beneficio de la sociedad civil.

### Estructura y expansión de las primeras universidades europeas
Las universidades europeas proliferaron en parte porque hubo grupos que decidieron separarse de los núcleos universitarios originales para promover sus propios ideales. Así, la Universidad de París promovió muchas universidades en el norte de Europa, mientras que la de Bolonia hizo lo propio en el sur.  Algunos líderes políticos también crearon universidades con el objetivo de incrementar su poder político y popularidad. Por ejemplo, Federico II Hohenstaufen fundó la Universidad de Nápoles Federico II en 1224 para formar letrados y funcionarios que pudieran rivalizar con la influencia de la Universidad de Bolonia, que servía a la hostil Liga Lombarda.
La estructura de aquellas primeras clases universitarias consistían en un maestro que leía los textos y comentaba las lecturas así como estudiantes que aprendían al enseñar a otros estudiantes. Los maestros también llevaban cuestiones polémicas a sus clases para su discusión.  Con la llegada del siglo XVIII los profesores empezaron a estar menos preocupados en ser simples enseñantes y más en “formar las mentes de las élites” de unas sociedades cada vez más grandes y complejas.

### Influencias filosóficas y externas
Durante el siglo XVI las ideas humanistas del Renacimiento (siglo XIV-XVI) fueron aceptándose poco a poco. Francia las había propagado primero en Alemania y después en Inglaterra durante la Reforma Protestante (1517). En ese entorno humanista intelectual, la educación universitaria empezó a incluir la preparación de los estudiantes para una vida civilizada –de cultura y urbanidad- y el interés en los asuntos públicos de la sociedad. Para alcanzar esto, el currículum compuesto por las artes liberales Trivium (gramática, retórica, lógica), y el Quadrivium (aritmética, geometría, astronomía, música) implicaba preparar a los estudiantes para una futura especialización en Teología, Derecho o Medicina. En 1492, las consecuencias sociopolíticas del descubrimiento del Nuevo Mundo ampliaron los curricula universitarios para incluir los Derechos Humanos y el Derecho Internacional, que pasaron a convertirse en temas de relevancia de forma inmediata. La esclavización por parte de los españoles de los pueblos nativos que conquistaban en América supuso con el tiempo el surgimiento de controversias ético-morales en Europa sobre los derechos de los indígenas — cuestiones de tolerancia cultural que pusieron de manifiesto el Humanismo renacentista, la Biblia y las teorías medievales del Derecho Natural. En analogía con las obras del mundo antiguo, Rüegg relaciona la idea del “Nuevo Mundo” con la idea de un “nuevo conocimiento”. A mediados del siglo XVI las publicaciones científicas y académicas hicieron posible la “extensión de la innovación entre los doctos”; en el siglo XVIII las universidades empezaron a publicar sus propias revistas científicas. También en el siglo XVIII la Ilustración fomentó la transición del modelo de “preservación y transmisión del conocimiento recibido” al de “descubrimiento y avance en nuevos conocimientos”; las universidades más nuevas llevaron a cabo esa transición de forma más rápida y adaptaron las ideas de la Ilustración sobre la nocividad del Absolutismo monárquico más fácilmente que las más antiguas.

## Los modelos universitarios europeos en los SS. XIX y XX

### Las universidades modernas

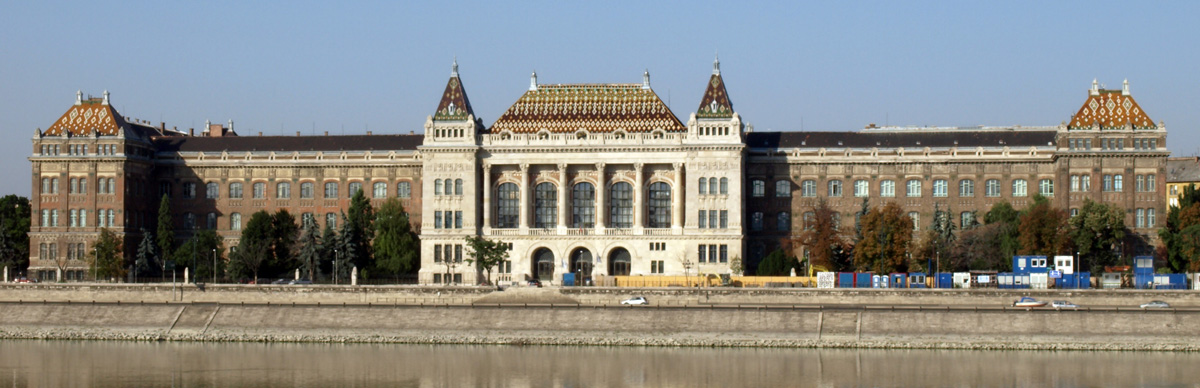
BME, la universidad tecnológica más antigua, fundada en Hungría en 1782

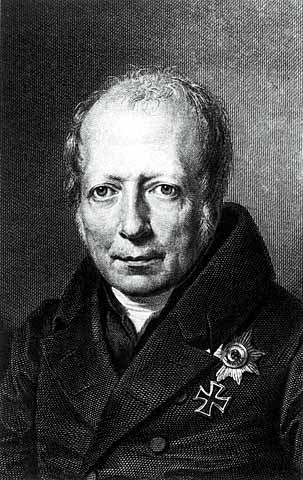
Wilhelm von Humboldt

Con la llegada del siglo XIX el objetivo de las universidades evolucionó de la mera enseñanza de la “regurgitación del conocimiento” al “fomento del pensamiento productivo”.  Dos nuevos modelos universitarios surgieron (el alemán y el francés postrevolucionario) y ejercieron una gran influencia en modelos ya establecidos como el ruso y el británico – especialmente con las fundaciones de nuevas universidades como el University College de Londres y el King's College de Londres. Esa libertad de pensamiento y experimentación ya había comenzado en las más antiguas universidades de Gran Bretaña: en el siglo XVII en Oxford con Robert Hooke y Robert Boyle, los padres de la metodología británica, y en Cambridge, donde Isaac Newton era Profesor Lucasiano de Matemáticas y Física. El comienzo de la era de la Ilustración y el ocaso de la Escolástica clásica medieval a lo largo de Europa, como por ejemplo en Rusia, supuso un terreno fértil para la expansión del modelo alemán. Este modelo, concebido por Wilhelm von Humboldt, era también conocido como el modelo humboldtiano. En 1810, Humboldt convenció al rey de Prusia para que fundara una universidad en Berlín basada en las ideas liberales de Friedrich Schleiermacher; el objetivo era demostrar el proceso de descubrimiento del conocimiento y enseñar a los estudiantes a “tener en cuenta las leyes fundamentales de la ciencia en todo su pensamiento”. Así, los seminarios y laboratorios empezaron a evolucionar. Humboldt concebía la educación universitaria como una actividad de investigación centrada en el alumno:
De igual forma que la educación primaria es posible gracias al profesor, éste se vuelve prescindible en los niveles educativos secundarios. Así el profesor universitario deja de ser un maestro y el estudiante deja de ser un alumno. En vez de ello, el estudiante lleva a cabo su investigación por su cuenta  y el profesor supervisa dicha investigación y le apoya en la misma”.
La libertad era un concepto fundamental en el modelo universitario alemán, y el sistema de profesores estaba basado en la competencia y la libertad: aunque los profesores tenían la condición de funcionarios estatales, tenían la libertad de elegir entre diversos estados y su prestigio surgió de su especialización en las diferentes disciplinas científicas.
Por el contrario, el modelo universitario francés carecía de la libertad del modelo alemán, y consistía en una disciplina y un control rigurosos sobre los planes de estudio, la concesión de títulos y la coincidiencia de visiones y opiniones e incluso de hábitos personales (por ejemplo, se prohibieron las barbas en 1852). Los profesores universitarios franceses enseñaban en las Escuelas Normales Superiores, y gran parte de su prestigio dependía de la reputación de sus escuelas. Hacia 1866, sin embargo, el modelo alemán empezó a verse influenciado por el estricto modelo francés.
El modelo universitario alemán también fue empleado por las universidades rusas, que contrataban profesores formados en Alemania y que se dedicaban a la ciencia. Al mismo tiempo, las universidades rusas empezaron a formar a los burócratas a semejanza de las Grandes Escuelas francesas. A lo largo de los SS. XIX y XX, las universidades rusas experimentaron una gran variación en los grados de rigurosidad y control.

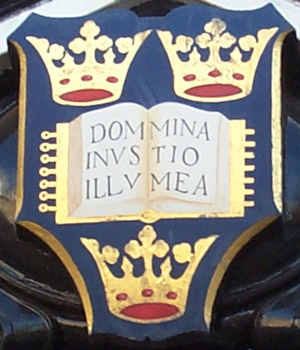
Armas de la Universidad de Oxford.

Las universidades británicas de este período adoptaron una aproximación similar a la de las universidades alemanas, pero como ya gozaban de sustanciales niveles de libertad y autonomía los cambios ya habían empezado con la Ilustración, la misma influencia que habían inspirado a Humboldt.  Las universidades de Oxford y Cambridge hacían hincapié en la importancia de la investigación, pudiendo decirse que implementando incluso más auténticamente la idea que Humboldt tenía de la universidad que las propias universidades alemanas, las cuales estaban sujetas ala autoridad estatal.

Armas de la Universidad de Cambridge.

En general, la ciencia se convirtió en el centro de las universidades en los SS. XIX y XX. Los estudiantes podían llevar a cabo sus investigaciones en seminarios o laboratorios y empezaron a producir tesis doctorales con un mayor contenido científico.  Según Humboldt, la misión de la Universidad de Berlín,  era la búsqueda del conocimiento científico. El sistema universitario alemán fomentó la investigación científica profesional regulada burocráticamente en laboratorios bien equipados, en vez del el tipo de investigación realizada por particulares y académicos individuales que se hacía en Gran Bretaña y Francia.  De hecho, Rüegg afirma que el sistema alemán es el responsable del desarrollo de la moderna universidad de investigación porque se centraba en la idea de la “libertad de investigación científica, de enseñanza y de estudio”.

### Profesores y Alumnos
Schleiermacher propone que los profesores tengan que “reproducir [sus] propios[s] descubrimiento[s]” de tal manera que los estudiantes puedan observar el “acto de creación” del conocimiento. Que sirvan como modelo de cómo “producir conocimiento de forma inteligente”.  Las cátedras se otorgaban a distinguidos académicos y solo se podían revocar en caso de culpabilidad en delitos graves. Desde la perspectiva de James McCain, presidente emérito de la Universidad Estatal de Kansas, los profesores en la Europa del siglo XX eran más prestigiosos y respetados que lo de los Estados Unidos, por tener mucha mayor libertad académica al tiempo que mantenían una relación formal con los alumnos. Además, el papel profesional de los profesores se amplió de simplemente dar clase a dedicarse también a la investigación, convirtiéndose ésta “en una parte fundamental de las tareas de los profesores”.

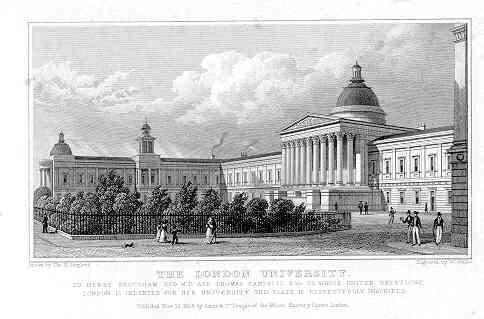
"La Universidad de Londres", de Thomas Hosmer Shepherd (1827–28), ahora perteneciente al University College de Londres, uno de los centros que componen la Universidad de Londres.

El acceso generalizado de las clases populares a la educación superior comenzó paulatinamente a partir de 1914, aunque el principal obstáculo para dicha generalización era lo excesivamente costosos que resultaban los estudios universitarios. Durante la mayor parte del siglo XIX el Reino Unido continuó proporcionando una educación universitaria exclusivamente para aristócratas, y no fue hasta comienzos del siglo XX con la aparición de nuevas universidades como la Universidad de Londres, cuando empezó la educación superior a ser realmente accesible a las clases más populares.  Además, no fue hasta mediados del siglo XIX cuando las universidades empezaron a admitir mujeres en sus aulas, quienes tuvieron que hacer frente a grandes dificultades como el hecho de que no tuvieran derechos civiles o la existencia de una fuerte discriminación sexista por parte del entorno socioinstitucional que dudaba de sus capacidades intelectuales y de su derecho a formar parte de la educación universitaria. Por ello, la entrada de estudiantes comunes en las universidades suponía un cuestionamiento de la ideología subyacente al modelo alemán, porque estos alumnos, con su variedad de orígenes de clase media y trabajadora, llegaban con diferentes expectativas, lo cual daba como resultado una universidad menos humboldtiana.
En los SS. XIX y XX, los estudiantes universitarios europeos eran generalmente los responsables de su educación.  Ellos elegían sus asignaturas, los profesores no pasaban lista y solo ponían exámenes a final de curso. Rüegg sugiere que la tendencia de los estudiantes a desarrollar movimientos estudiantiles, basados en ideologías políticas del momento, eran consecuentes con sus posturas de libertad intelectual y responsabilidad social.
Las nuevas filosofías políticas y educacionales progresistas cambiaron el papel de la religión en la educación que se impartía. Durante el siglo XVIII, las universidades existentes estaban fuertemente vinculadas a la Iglesia Católica o a iglesias protestantes, condicionando de esta forma la religión de profesores y alumnos su contratación y admisión, respectivamente. Durante el siglo XIX se eliminó la religión de los planes de estudio obligatorios; en Francia, la secular Universidad de Francia fundada por Napoleón en 1808 molestó a la Iglesia Católica porque amenazaba su monopolio educativo. La Ley Falloux de 1850 intentó restituir algún tipo poder educativo en favor de la Iglesia Católica, pero por aquel entonces la Universidad de Francia ya tenía el control de hecho del sistema francés de educación superior. De la misma forma, en Gran Bretaña las nuevas universidades como la de Londres eran ya no confesionales, y el Oxford Act de 1854 liberó a las universidades de Oxford y Cambridge de los requisitos religiosos con una concomitante disminución en la asistencia a los oficios, y de la religión como una parte fundamental de la educación universitaria.

## El legado de la universidad
Finalmente, las universidades de investigación europeas establecieron las tradiciones intelectuales y académicas de la educación universitaria de todo el mundo. A finales del siglo XIX el modelo de universidad humbodltiano se estableció en Europa, los Estados Unidos y Japón. En América, primero los españoles, después los británicos y luego los franceses fundaron universidades ya a partir del siglo XVI en los territorios que habían conquistado, con el objetivo de formar profesionalmente a sus colonos y propagar la religión monoteísta para establecer un dominio administrativo formal en sus colonias americanas; lo mismo hicieron los británicos en Canadá, Australia y la Colonia del Cabo; al igual que en Japón, Oriente Próximo y África. Estas universidades diseminaron la ciencia y tecnología de Europa occidental y formaron a los nativos para desarrollar los recursos de sus países; y aunque la mayoría promovieron los intereses sociales, políticos, económicos y culturales imperialistas de las potencias dominantes, algunas promovieron el desarrollo revolucionario de las sociedades coloniales. En el siglo XX, la urbanización y la industrialización hicieron que la educación universitaria fuera accesible a las masas. Sin embargo, a lo largo de todo este tiempo, la estructura básica y los fines de investigación de las universidades han permanecido constantes; como dijo Clark Kerr, las universidades “se encuentran entre las instituciones menos cambiantes”.